# Yeşilyurt, Alucra
Yeşilyurt là một xã thuộc huyện Alucra, tỉnh Giresun, Thổ Nhĩ Kỳ. Dân số thời điểm năm 2011 là 515 người.